# Juan Pedro Jiménez
Juan Pedro Jiménez (Granada, 8 de febrero de 1974), o simplemente Juanpe, es un exjugador español de balonmano profesional, crecido y formado en la cantera de Huétor Tájar, llegó a ser internacional absoluto con la selección española. Comenzó su carrera en el Juventud Alcalá, posteriormente fichó por equipos históricos y punteros como Ademar, Octavio, Ciudad Real o Altea, donde ofreció un gran rendimiento. Su retirada se produjo en el verano de 2011 defendiendo los colores del Club Balonmano Torrevieja.

## Clubs
- Juventud Alcalá: 2 temporadoas (1993/94 - 1994/95)
- Ademar León: 2 temporadas (1995/96 - 1996/97)
- Pilotes Posada: 1 temporada (1997/1998)
- BM Ciudad Real: 3 temporadas (1998/99 - 2000/2001)
- CB Altea: 6 temporadas (2001/02 - 2006/2007)
- BM Torrevieja: 4 temporadas (2007/08 - 2010/2011 )

## Títulos
- 1993/94:
  - Subcampeón de la Copa del Rey
- 1996/97
  - Subcampeón de la Liga ASOBAL
  - Subcampeón de la Copa ASOBAL
- 1998/99
  - Subcampeón de la City Cup
- 2003/04
  - Subcampeón de la Copa EHF

- Datos: Q5951976